# Plato Cacheris
 (mars 2019).
Si vous disposez d'ouvrages ou d'articles de référence ou si vous connaissez des sites web de qualité traitant du thème abordé ici, merci de compléter l'article en donnant les références utiles à sa vérifiabilité et en les liant à la section « Notes et références ».
Plato Cacheris, né le 22 mai 1929 à Pittsburgh (Pennsylvanie) et mort le 26 septembre 2019 à Alexandria (Virginie) d'une pneumonie, est un avocat américain.

## Biographie

### Jeunesse et études
Fils d’émigrés grecs, Plato Cacheris grandit à Pittsburgh en Pennsylvanie, puis sa famille déménage à Washington, D.C. pour sa deuxième année de collège (7th grade). Il est diplômé de la Western High School en 1947, et en 1951, il s’engage dans l’US Marine Corps, en tant que candidat officier. Il n'y demeure que deux ans, étant accepté à la faculté de droit en 1953 où il reçoit son diplôme de l’Edmund A. Walsh School of Foreign Service de l’université de Georgetown et de la faculté de droit de l'université de Georgetown en 1956.

### Carrière
Plato Cacheris entame sa carrière au département américain de la justice, en tant que procureur. C'est au cours de cette expérience qu'il rencontre Bill Hundley, qui deviendra plus tard son associé. Après trois années, il rejoint le bureau du procureur général du district est de Virgnie, où il officie pendant 5 ans.

### Affaires emblématiques
- John Newton Mitchell, scandale du Watergate
- Fawn Hall, scandale Iran-Contra
- Monica Lewinsky, impliqué dans une affaire avec Bill Clinton
- Aldrich Ames, agent double
- Robert Hanssen, agent double (Plato Cacheris lui évita la peine de mort contre une collaboration avec les autorités américaines)
- Edward Snowden[3]

### Vie privée
Plato Cacheris est marié depuis 1955 et est le père d'une fille, née en 1957.